# Vicente Planas Hevia
Vicente Planas Hevia (Palma, 1923 - 2007) fou un metge mallorquí, fill també d'un metge, especialista en medicina interna i aparell digestiu. Llicenciat en medicina i cirurgia per la Universitat de Cadis el 1946, cursà les assignatures de doctorat a la Universitat de Madrid (1946); es diplomà en sanitat (1950) i en hemoteràpia i hematologia (1956) per l'Escola de Sanitat de Madrid.
Ocupà els càrrecs d'alumne intern, professor de classes pràctiques i alumne adjunt per oposició de la càtedra de farmacologia de la Facultat de Medicina el 1947. Fou membre de la Societat de Medicina Interna del Mediterrani, de la Societat Internacional de Medicina Interna, del Comitè organitzador del Congrés de Medicina Interna del Mediterrani i del Congrés Nacional de Medicina Interna. Fou fundador del Igualitario Médico Balear, del qual fou president fins al 1991. Ha estat director de la Clínica Planas (1939-1991), president de Planas Salut, SA (1991-99). El 2004 va rebre el Premi Ramon Llull.